# Avi Rikan
Avraham Rikan, detto Avi (in ebraico אברהם "אבי" ריקן‎?; Herzliya, 10 settembre 1988), è un ex calciatore israeliano, di ruolo centrocampista.

## Palmarès

### Club

#### Competizioni nazionali
- Coppa Toto Al: 2

Beitar Gerusalemme: 2009-2010
Maccabi Tel Aviv: 2018-2019
- Coppa Svizzera: 1

Zurigo: 2013-2014
- Campionato israeliano: 1

Maccai Tel Aviv: 2018-2019
- Supercoppa d'Israele: 1

Maccabi Tel Aviv: 2019